# Výška (astronomie)

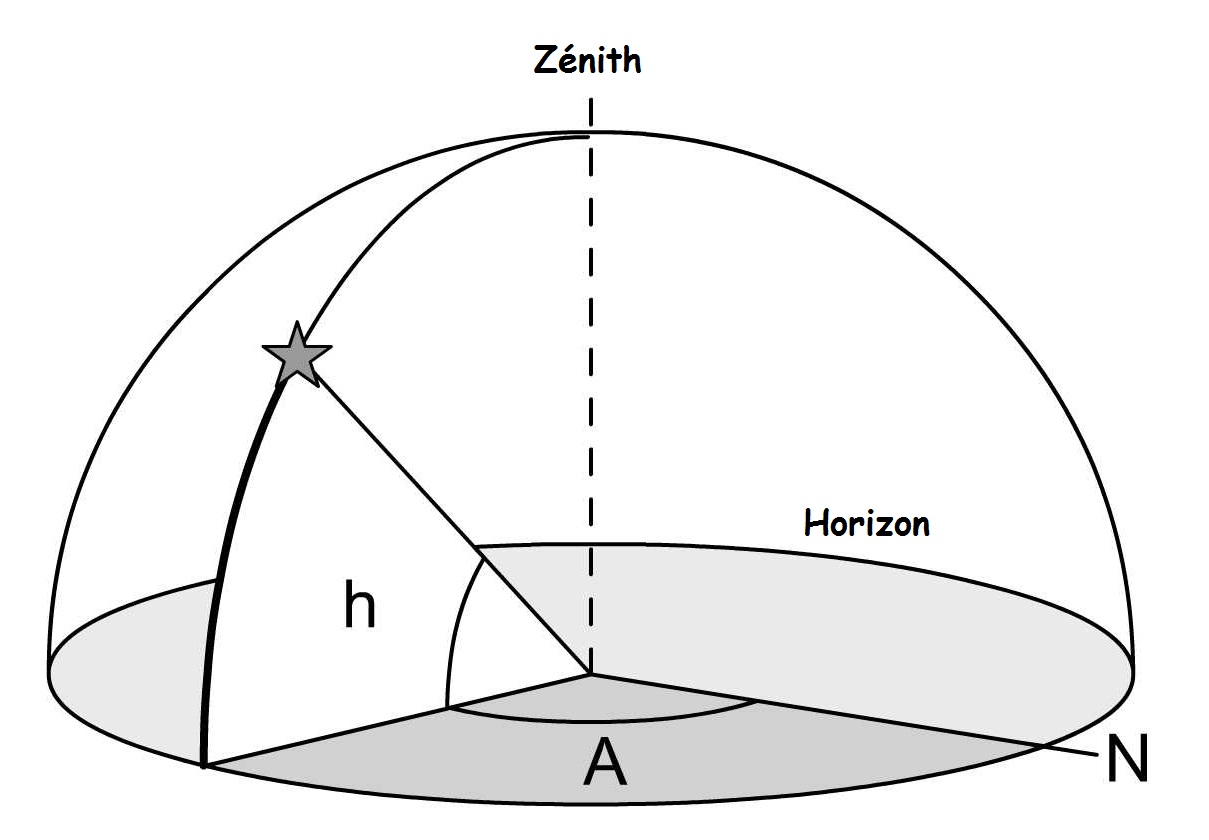
Výška nad horizontem h

Výška v astronomii označuje jednu ze dvou obzorníkových souřadnic, která určuje úhlovou výšku nebeského tělesa nad obzorem vyjádřenou ve stupních. Je dána úhlem mezi vodorovnou rovinou a polopřímkou, která prochází z místa pozorovatele pozorovaným tělesem. Druhá souřadnice je azimut, který určuje úhlovou vzdálenost tělesa od severního směru. Oběma souřadnicemi je dán směr, ve kterém se těleso nachází a ve kterém se pomyslně promítá na nebeskou sféru.
Měření výšky nebeského tělesa bylo od starověku jedním ze základních nástrojů pro astronomická pozorování a bylo i základem (námořní) astronavigace. K měření se používají úhloměry, které buď zaměří obzor a zároveň objekt nebo pro vodorovnou rovinu využívají zemské přitažlivosti (zavěšení, vodováha) a zaměřují jen těleso. K historicky používaným nástrojům pro měření výšky patřily Jakubova hůl, alhidáda astrolábu a později sextant.